# Alopecosa orotavensis
Alopecosa orotavensis là một loài nhện trong họ Lycosidae.
Loài này thuộc chi Alopecosa. Alopecosa orotavensis được Embrik Strand miêu tả năm 1916.